# No taxation without representation
No taxation without representation (deutsch etwa: „Keine Besteuerung ohne [gewählte politische] Vertretung“) war eine Parole und ein Kriegsgrund des Amerikanischen Unabhängigkeitskriegs. In den Jahren vor und während der amerikanischen Unabhängigkeitsbewegung kritisierten Fürsprecher der Unabhängigkeit am meisten, dass die Dreizehn Kolonien verpflichtet waren, Steuern an die britische Krone zu zahlen, ohne jedoch im Parlament Großbritanniens mit eigenen gewählten Abgeordneten vertreten zu sein. Diesen Anspruch leitete die spätere Unabhängigkeitsbewegung aus der 1689 vom britischen Parlament beschlossenen Bill of Rights ab, die dieses Prinzip endgültig zu einem elementaren Bestandteil des englischen Konstitutionalismus erhob.

## Ursprung
Der Ausdruck wurde von Jonathan Mayhew in einer Predigt in der Old West Church in Boston zum ersten Mal verwendet. Die abgewandelte Form „Taxation without representation is tyranny“ (dt. Besteuerung ohne Vertretung ist Tyrannei) wird James Otis Jr. zugeschrieben. Eine Verbindung zwischen ihm und der Aussage zu seinen Lebzeiten ist jedoch nicht belegt. Erste Zuschreibungen finden sich erstmals 1820, rund 40 Jahre nach seinem Tod.
Die britische Regierung erklärte, dass die Kolonisten praktisch durch ihre eigenen Interessen vertreten seien. Der Ausdruck „no taxation without representation“ war ein altes englisches Prinzip mit der Bedeutung, dass nur das Parlament in der Lage ist, Steuern zu erheben. Anfangs basierte „Vertretung“ noch auf Grundeigentum, bis 1700 verschob sich diese Ansicht zu einer umfassenden „praktischen Vertretung“ aller britischen Untertanen.
Die Theorie der praktischen Vertretung wurde in England von Charles Pratt, Earl of Camden, und William Pitt, Earl of Chatham, attackiert. Sie wurde ebenfalls in den Kolonien großflächig abgelehnt, weil sie mit dem republikanischen Ideal „consent of the governed“ (dt. Zustimmung der Regierten) nicht vereinbar war. Die Kolonisten waren der Ansicht, dass niemand vertreten werden könne, dem nicht die Beteiligung an der Wahl der Vertreter ermöglicht würde. Politische Vertretung sei nur durch eine Versammlung von Männern möglich, die von den zu vertretenden Personen direkt gewählt wurden.
Unbeachtet blieb bei den Kolonisten jedoch die simple Tatsache, dass England eine mehrmonatige Schiffsreise von den Kolonien entfernt war. Es ist gelinde gesagt zweifelhaft, ob sich überhaupt Abgeordnete gefunden hätten, die mehrere Jahre in England verbracht hätten, nur um Teil des Parlaments zu sein.

## Washington (D.C.)

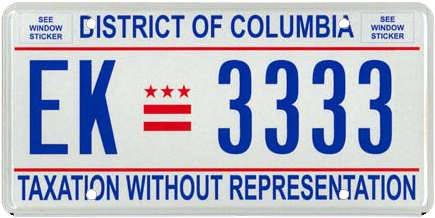
Kraftfahrzeugkennzeichen von Washington, D.C. (2013)

Seit November 2000 erscheint der Ausdruck „Taxation without Representation“ auf den Kraftfahrzeugkennzeichen der Bundeshauptstadt Washington, D.C., womit gegen die fehlende politische Vertretung der Stadt im Kongress der Vereinigten Staaten protestiert werden soll. Ein Versuch, die Parole auch in der Flagge der Stadt aufzunehmen, ist noch nicht gelungen.

## Andere Bedeutungen
Der britische Premierminister John Major verwendete während der Feiern zum 50. Jahrestag der Vereinten Nationen eine Form des Ausdrucks mit vertauschter Reihenfolge in einer Kritik gegen die Vereinigten Staaten, die zu dem Zeitpunkt Milliardenbeträge in überfälligen UN-Mitgliedsbeiträgen einbehielten.
Der Ausdruck wird in den Vereinigten Staaten auch oft von anderen Gruppen, beispielsweise Straffälligen und Minderjährigen, benutzt, die zwar zur Zahlung von Steuern verpflichtet sind, aber selbst nicht an Wahlen teilnehmen dürfen.
Auch in Deutschland dient er bisweilen als Argument dafür, das aktive Wahlrecht nicht an die Staatsangehörigkeit zu koppeln, sondern im Gegenzug für den wirtschaftlichen Beitrag durch Steuern einzuräumen.